# Faleapuna
Faleapuna (auch: Faleapunga) ist ein Ort an der Nordküste von Upolu in Samoa. Der Ort ist eine Exklave des Distrikts Vaʻa-o-Fonoti im Distrikt Atua. 2016 hatte der Ort 587 Einwohner.

## Geographie
Faleapuna liegt zusammen mit Falefa, Lufilufi und Saoluafata an einer Landzunge an der Nordküste von Upolu. Das Gebiet ist dicht besiedelt und vor der Küste schützen die Saoluafata Banks den Strand vor der Brandung.